# Engels raaigras
Engels raaigras (Lolium perenne) is een dichte zodevormende, vaste plant uit de grassenfamilie (Poaceae).
Engels raaigras komt zowel van nature als uitgezaaid in Nederland voor. Nederland ligt in het genencentrum van Engels raaigras. Kweekbedrijven hebben hier talloze rassen gecreëerd. Het gras heeft in niet doorgeschoten toestand een hoge voederwaarde en het is goed bestand tegen betreding door mens en dier. Het wordt ingezaaid in weilanden, voetbalvelden en speelgazons. In de laatste twee gevallen heeft een grasmaaier met minder scherpe messen soms wat moeite met de bladeren door de dikke vaatbundels in de nerven, waardoor er zogenaamde vlaggetjes ontstaan.

## Naamgeving
De naam Engels raaigras stamt uit de tijd dat het graszaad uit Engeland werd geïmporteerd. De vroegste teelt van graszaad vond reeds plaats begin 1600 in Oxfordshire in Engeland en breidde zich in Engeland sterk uit. Dit zaad werd in het Nederlands taalgebied onder de naam Engelsch raaigras in de handel gebracht.

## Botanischebeschrijving

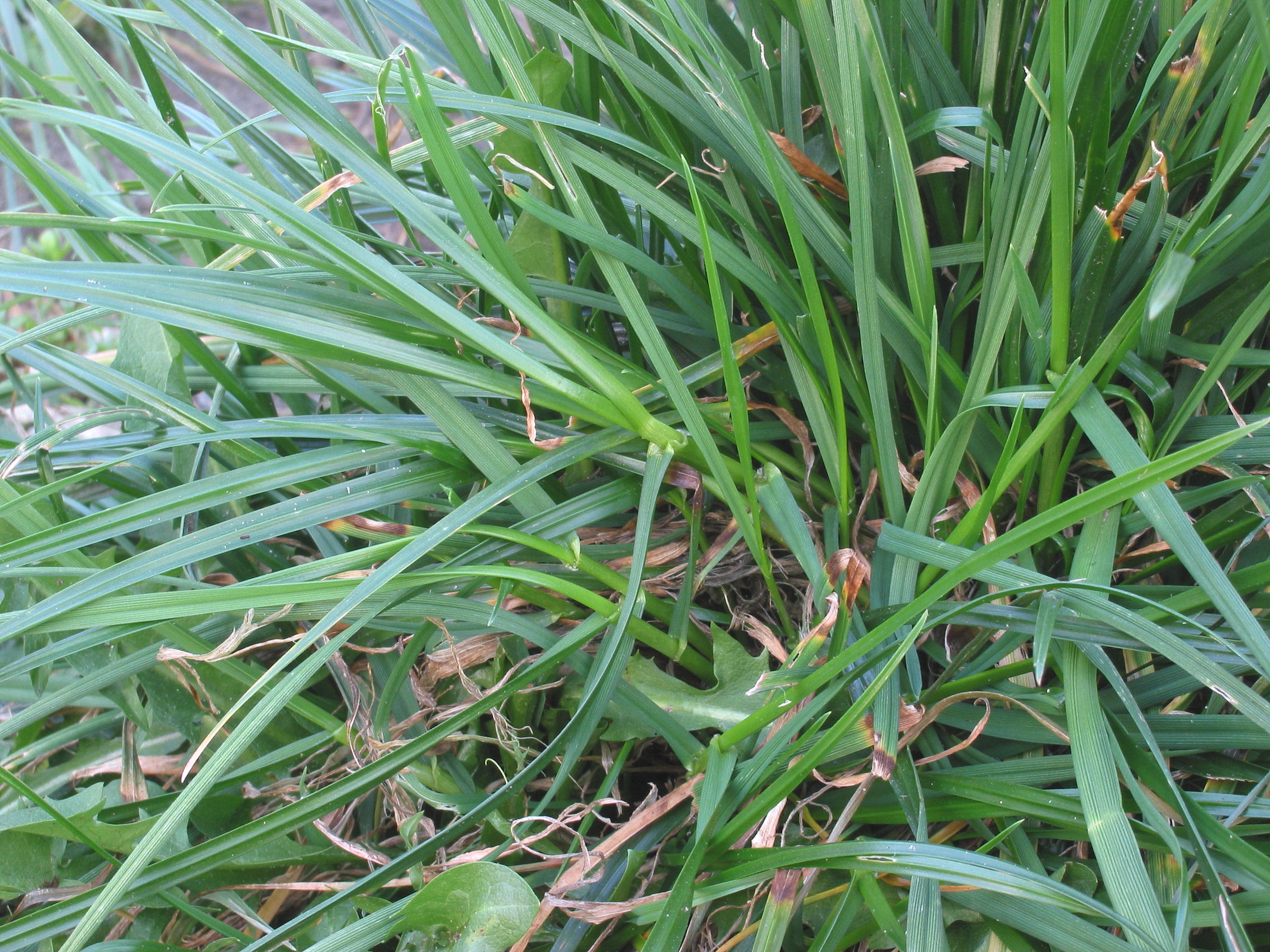
Spruiten van Engels raaigras; jonge bladeren gevouwen

De plant wordt 30–60 cm hoog met rechtopstaande, gladde stengels. Het blad is lichtgroen, onbehaard en vettig glanzend. De nerven steken duidelijk boven het bladoppervlak uit. Het wordt tot 20 cm lang. De bladeren zitten in een jong stadium langs de hoofdnerf gevouwen. De schede aan de voet is vaak roze. Het tongetje (ligula) is ringvormig en tot 2 mm hoog.

### Aar
De bloeiwijze is een platte aar met een heen en weer gebogen platte spil. De aartjes zitten in pakjes van acht tot tien bloempjes en zijn ongesteeld, eivormig en plat. Het aantal pakjes kan variëren van 18 tot 24 per aar. Deze zijn afwisselend geplaatst aan weerszijden van de hoofdas in een kleine uitholling van die as. De kelkkafjes zijn ongeveer anderhalfmaal zo lang als de kroonkafjes. Het lemma (onderste kroonkafje) is ongenaald.

### Bloeitijd
Van Engels raaigras worden er verschillende typen onderscheiden met betrekking tot het bloeitijdstip. Het vroegste type ("vroeg hooitype") bloeit van half mei tot eind mei. Het late type ("weidetype") bloeit in de eerste helft van juni. Na maaien of beweiden kan alleen het vroeg hooitype nog een keer in bloei komen.

### Vrucht
De vrucht is een graanvrucht.

## Typen
Bij Engels raaigras kunnen de volgende typen worden onderscheiden naar gebruik en naar doorschietdatum (tijdstip van in bloei komen):
- Voedertype
  - Vroeg hooitype
  - Laat hooitype
  - Weidetype
- Gazon- en sportveldtype

Binnen de voedertypen zijn er diploïde en tetraploïde rassen.
De vorm van de planten varieert in het vegetatieve vermeerdering stadium van zeer plat tot sterk rechtop groeiend. De vroege hooitypen hebben een meer rechtop groeiende vorm en bij de weidetypen komen meer plat groeiende vormen voor, vooral bij planten in oude weilanden. Door begrazing zijn deze typen overgebleven, omdat van dit type relatief minder kan worden afgegraasd.
De gazontypen blijven laag en stoelen sterk uit, dat wil zeggen dat ze aan de grond zijscheuten krijgen. Het uitstoelen zorgt voor een dichte zode met veel draagkracht.

## Ziekten
Engels raaigras kan vooral in de nazomer sterk aangetast worden door kroonroest (Puccinia coronota f. lolii). Er zijn grote rasverschillen in resistentie tegen kroonroest.

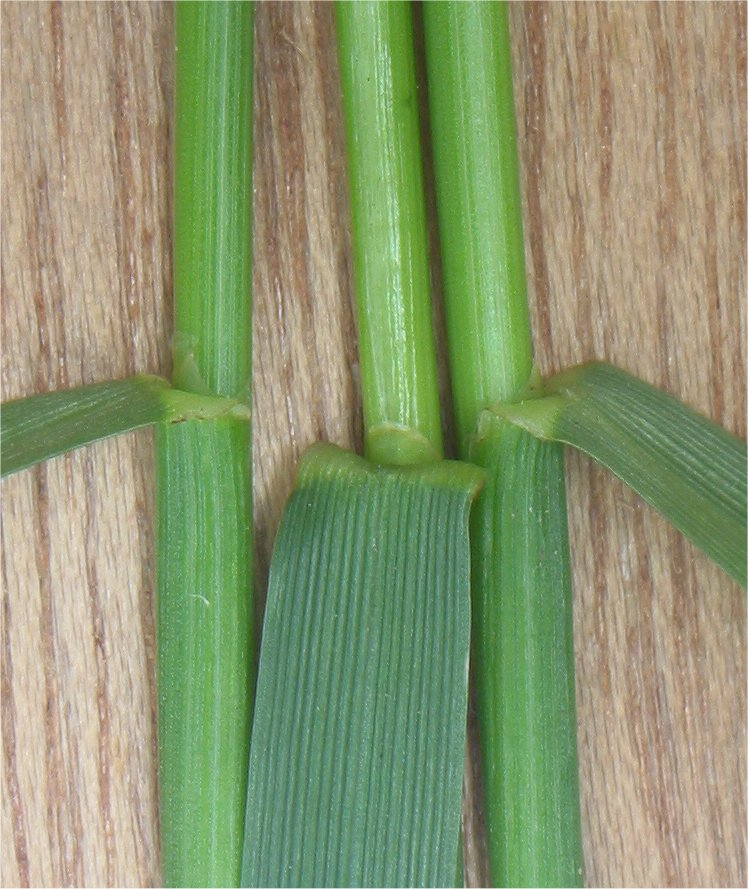
Tongetje
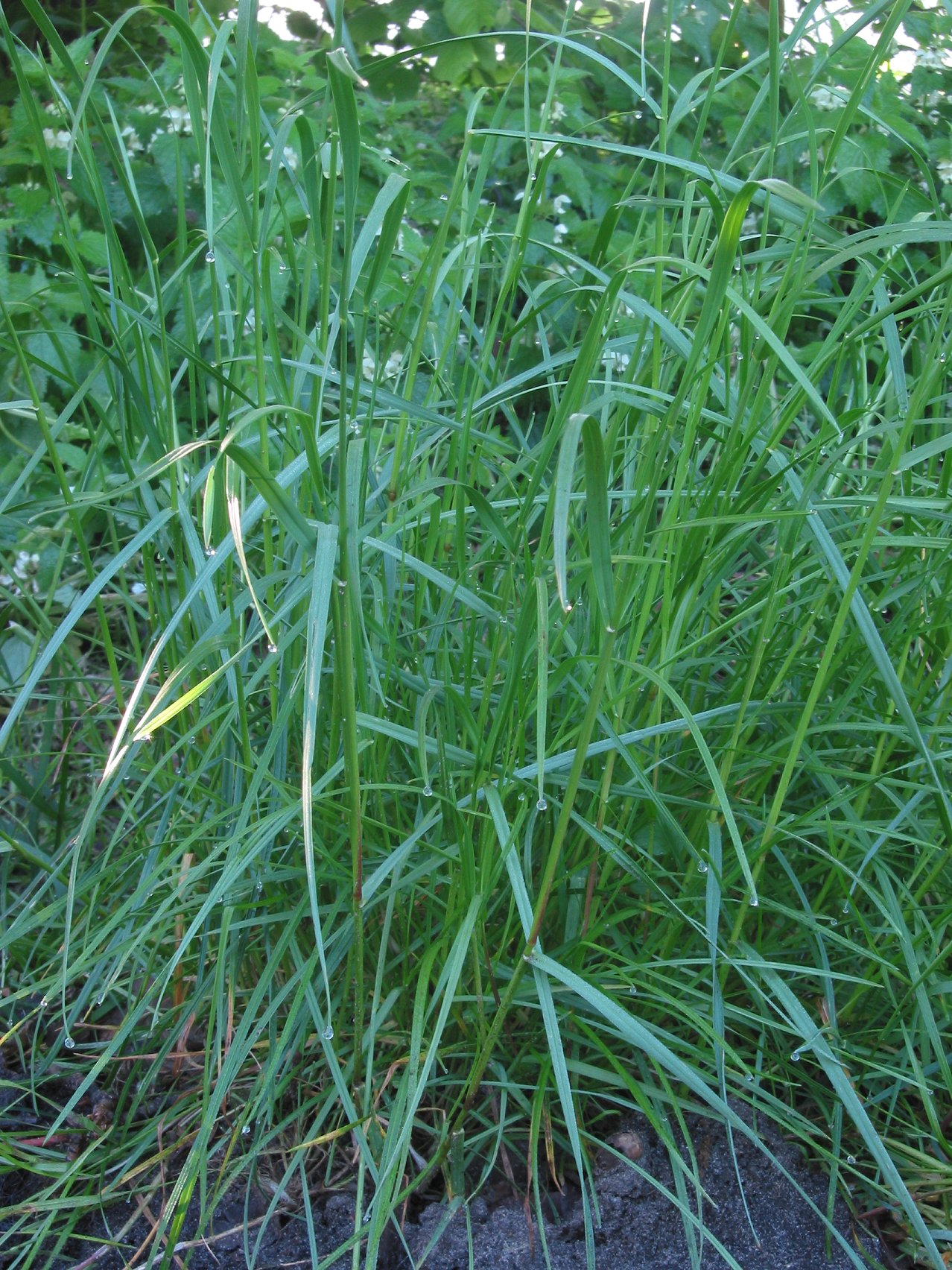
Doorschietend
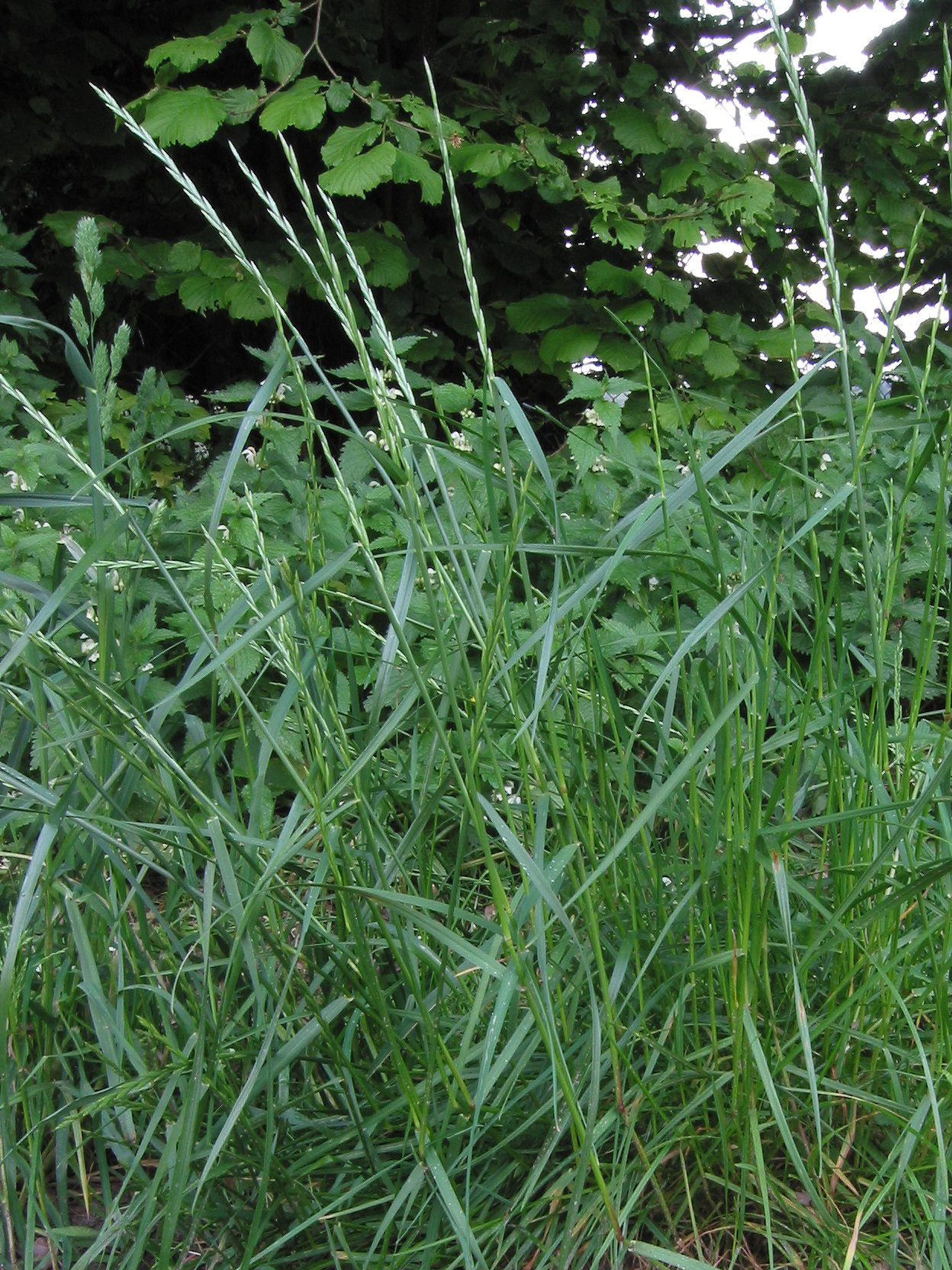
Doorgeschoten
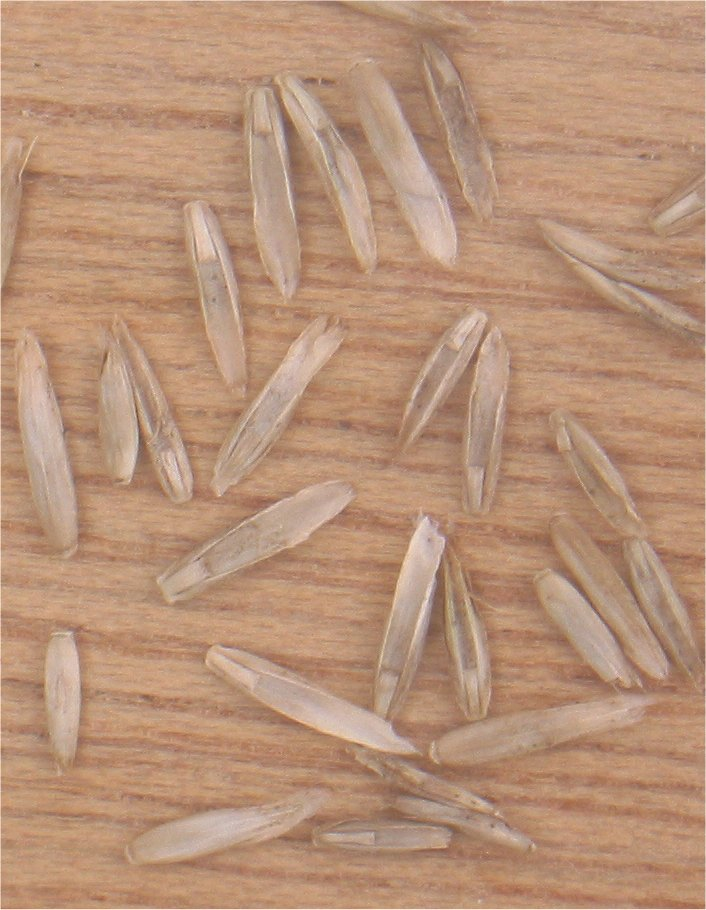
Vruchten (zaden)
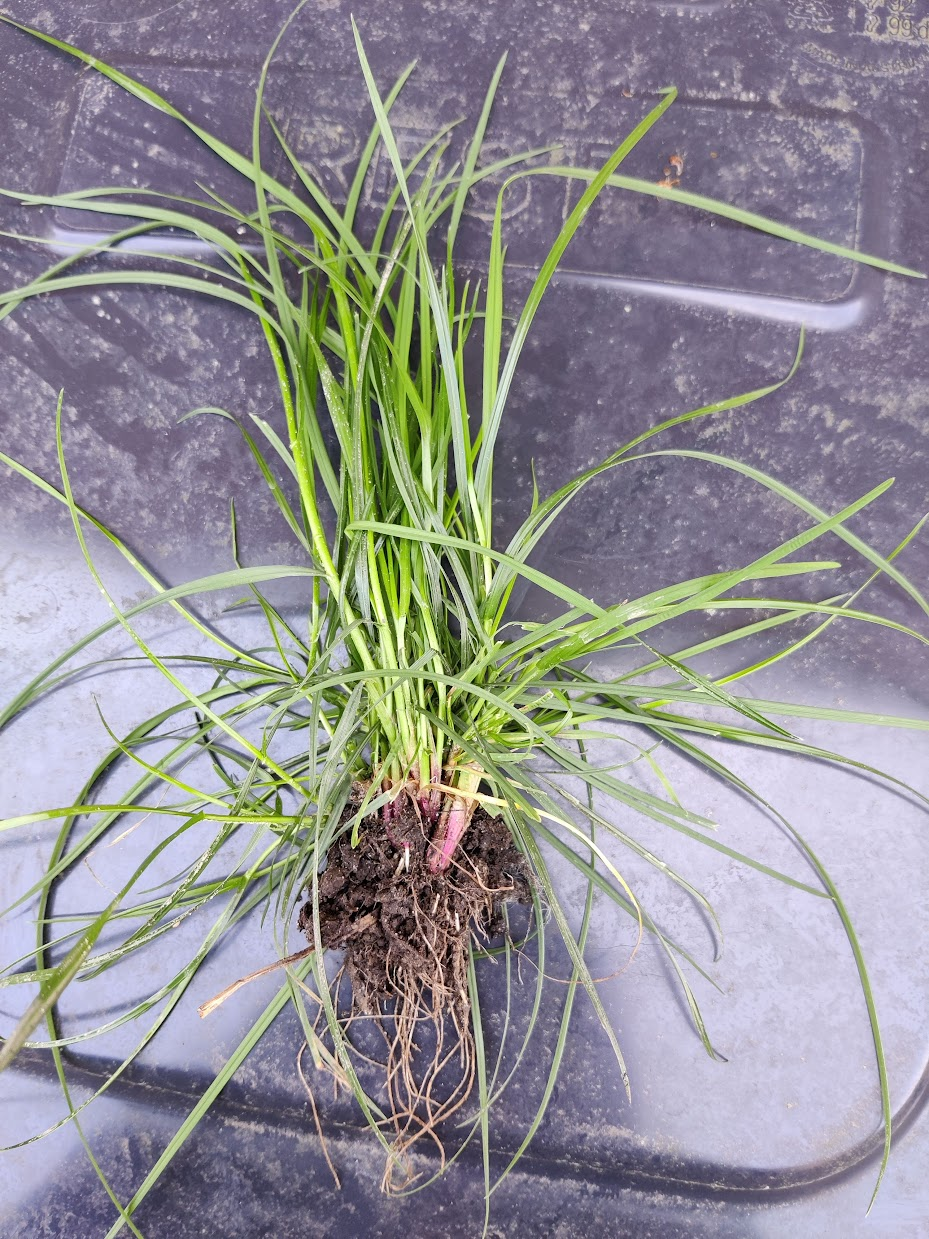
Gazontype